# 新井風味
新井風味(あらいふうみ)は、和振付師のHIDETOMO がプロデュースする、17 名の女性ダンサーで構成された日本のダンスカンパニー。

## 概要
1999年に振付師のHIDETOMOが立ち上げた、和風ダンスカンパニー。一般の方にダンスで楽しんでもらえるステージ作りをコンセプトに、和のパフォーマンス活動を行っている。日本伝統の舞と現代のJazzDance・HipHopを融合した振付で構成され、扇子・番傘を使った壮大な群舞を踊る。また、ダンスと映像を調和したステージを複数行っている。舞台公演においては、ダンスにマイム演技（アクティング）を織り交ぜ、ストーリー性にて展開。
他に、アーティストのLIVEや企業イベント出演・よさこいの振付と活動は多岐に渡る。

## メンバー
- HIROKO
- GON
- YU-RI
- ATSU
- MAIKO
- mayo.
- 百花

### 準メンバー
- Urika
- MAYU
- あやゃ
- Yurie
- 杏菜
- Marino
- YUI
- CANA
- 朱里
- 千佳

## 舞台・イベント
- 1999年10月「新井風味」品川インターシティーホール杮落とし公演
- 2004年6月「Timeless Lover」全労済ホール／スペースゼロ
- 2005年10月「幕末千夜一夜」全労済ホール／スペースゼロ[2]
- 2011年7月「Legend Tokyo(振付コンテスト)」CCレモンホール 審査員賞受賞[3]
- 2012年4月「THE FIVE SHOW」シアター1010
- 2013年5月「FINAL LEGEND」KAAT神奈川芸術劇場[4]
- 2013年8月「繭」日本橋公会堂
- 2013年10月「HEAVENE - 国際フォーラム大奉納祭」振付・出演[5]
- 2014年7月「HEAVENESE 〜 From the east unto the west六本木ブルーシアター」振付・出演[6]
- 2014年8月「濃姫」日本橋公会堂
- 2015年8月「オフィシャルPV」を配信[7][8]
- 2015年7月「アンドレ・クラウチ追悼日本公演 - Andraé Crouch Tribute chapter1(THE BRIDGE ～ 明日への架け橋 ～)振付・出演[9]
- 2016年5月「FINAL LEGEND Ⅳ」KAAT神奈川芸術劇場 ・ロームシアター京都[10]
- 2016年5月「オフィシャルPV京都」配信[11]
- 2016年5月「JASIS 国際会議attraction ニューオータニ幕張」振付・出演
- 2016年11月「Global MBB Forum ～ GALA dinner ＆ farewell party」振付・出演
- 2017年4月「西武ライオンズ開幕戦セレモニー」振付・出演[12]
- 2017年5月「JTB JAPAN by SEA2017 - The Place of Tokyo」振付・出演
- 2017年6月「東京ブランド(&TOKYO)」のアクションパートナーに [13]

## ミュージックビデオ・TV
- SCANDAL「ピンヒールサーファー」[14]
- FUNKY MONKEY BABYS「LIFE IS A PARTY」TBS CDTV[15]
- HEAVENESE「Samurai BRIDGE」[16]
- R 指定「愛國革命」[17]
- NHK BSプレミアム「独眼竜花嫁道中」(渡辺大・栗山千明主演）[18]
- フジテレビドラマ「スイッチガール2」エンディング水樹奈々「Happy☆Go-Round!」(西内まりや主演)[19]